# Lamphelpat
Lamphelpat è una località dell'India, capoluogo del distretto di Imphal Ovest, nello stato federato del Manipur. In pratica è un sobborgo di Imphal.

## Geografia fisica
La città è situata a 24° 49' 30 N e 93° 54' 32 E.

## Società

### Evoluzione demografica
Al censimento del 2001 la popolazione di Lamphelpat assommava a 15.239 persone.